# NGC 5263
NGC 5263 é uma galáxia espiral (Sc) localizada na direcção da constelação de Canes Venatici. Possui uma declinação de +28° 23' 59" e uma ascensão recta de 13 horas, 39 minutos e 55,6 segundos.
A galáxia NGC 5263 foi descoberta em 11 de Abril de 1785 por William Herschel.